# Línea de la Avenida Lenox
La línea de la Avenida Lenox es una de las líneas de la IRT del metro de la ciudad de Nueva York, mayormente construida como parte de la Primera Línea del sistema. Se trata de una línea muy corta, y sólo opera en el Alto Manhattan.
La línea tiene cuatro de las únicas estaciones del sistema que no están abiertas —como las estaciones de la Calle 145 y Harlem–Calle 148 (las otras dos están en la línea de la Calle Nassau). Durante las noches, la línea opera como transferencia gratuita en los buses M7 o M102 desde la Calle 135, y opera las 24 horas del día.

## Alcance y servicios
Los siguientes servicios usan parte o toda la línea de la Avenida Lenox:
|   | Servicio actual                    | Sección de la línea  |
| - | ---------------------------------- | -------------------- |
| 2 | Siempre                            | Sur de la 135a Calle |
| 3 | Todas las noches, pero con retraso | Línea completa       |

La lincea de la Avenida Lenox empieza en la estación Harlem–Calle 148 (también conocida como la 148a Calle–Terminal Lenox). Después de la terminal, una vía se une desde Lenox Avenue Yard, y la línea sigue al sur hasta pasar bajo la Avenida Lenox. En 142nd Street Junction, la línea White Plains Road se converge (con un cruce a nivel entre las vías con sentido norte y las vías con sentido sur de la White Plains), en la cual opera desde el Bronx.
En los límites del Central Park se encuentra la estación Central Park North–Calle 110 es última parada de la línea. Desde ahí la línea dobla al suroeste y oeste bajo el Central Park (una de las tres líneas que lo hace, las otras son la línea de la Calle 63 IND y la línea de la Calle 63 BMT), y se dirige al oeste pasando bajo la 104a Calle. La línea gira al oeste y sur para pasar bajo la línea de la Séptima Avenida y Broadway, pasando bajo parte de la plataforma con sentido norte en la estación Calle 103. Después que las vías expresas de la línea de la Séptima Avenida y Broadway terminan al conectarse con las dos vías locales, la línea de la Avenida Lenox se divide en dos vías, con cruces dobles en cada dirección local.  Las cuatro vías de la línea de la Séptima Avenida después continua hacia el sur sobre la Calle 96, una estación expresa y un punto de transferencia.

## Historia
La línea abrió al sur de la Calle 145 justo después de la media noche del día 23 de noviembre de 1904, como parte del sistema original de la IRT. Anteriormente era conocida como la East Side Subway o la East Side Branch, ya que fue la que motivó a expandir la línea principal hacia el este. El primer tren operó desde la línea sobre la línea White Plains Road (conocida como el Ramal West Farms o la extensión West Farms) justo después de la media noche el 10 de febrero de 1905.
La estación Harlem–Calle 148 fue inaugurada el 13 de mayo de 1968 en el terreno que había sido parte del depósito de la Avenida Lenox; la estación fue originalmente llamada como la Terminal Lenox-Calle 148.
La línea siempre ha llevado los trenes en dos modalidades de servicio, diseñado por los servicios 2 y 3; véase esos artículos para más detalles.

## Lista de estaciones
| Leyenda de la estación de servicio | Leyenda de la estación de servicio                       |
| ---------------------------------- | -------------------------------------------------------- |
| Hace paradas todo el tiempo        | Paradas todo el tiempo                                   |
| Hace paradas todo el tiempo        | Paradas todo el tiempo excepto a altas horas de la noche |
| Detalles del periodo de tiempo     |                                                          |

| Acceso para discapacitados                                      | Estación                     | Servicios | Apertura                | Notas                                                                    |
| --------------------------------------------------------------- | ---------------------------- | --------- | ----------------------- | ------------------------------------------------------------------------ |
|                                                                 | Harlem–Calle 148             | 3         | 13 de mayo de 1968      | Anteriormente como la 148a Calle–Terminal Lenox cerrada durante la noche |
|                                                                 | Calle 145                    | 3         | 23 de noviembre de 1904 | No entrada en sentido norte cerrada durante la noche                     |
| Convergencia desde la línea White Plains Road (2 )              |                              |           |                         |                                                                          |
| Acceso para discapacitados                                      | Calle 135                    | 2 3       | 23 de noviembre de 1904 |                                                                          |
|                                                                 | Calle 125                    | 2 3       | 23 de noviembre de 1904 |                                                                          |
|                                                                 | Calle 116                    | 2 3       | 23 de noviembre de 1904 |                                                                          |
|                                                                 | Central Park North–Calle 110 | 2 3       | 23 de noviembre de 1904 |                                                                          |
| Convergencia con la Línea de la Séptima Avenida–Broadway (2 3 ) |                              |           |                         |                                                                          |